# Dewan Rakyat
Pour les autres articles nationaux ou selon les autres juridictions, voir Chambre des représentants.
15e législature
Bâtiment du Parlement (en)
Le Dewan Rakyat (litt. « Assemblée populaire ») — aussi appelé la Chambre des représentants — est la chambre basse du Parlement de la Malaisie. 
Le Dewan Rakyat est composé de 222 membres — connu sous le nom de « membres du Parlement » — élus  pour un mandat de cinq ans suffrage universel direct, selon le scrutin majoritaire uninominal à un tour dans autant de circonscriptions. 
Il siège Kuala Lumpur, capitale du pays, avec le Dewan Negara, la chambre haute.

## Système électoral
Le Dewan Rakyat est composé de 222 sièges pourvus pour cinq ans au scrutin majoritaire uninominal à un tour dans autant de circonscriptions uninominales.
Jusqu'en 2019, l'âge d'obtention du droit de vote est de 21 ans. Son abaissement à 18 ans intervient lors d'un amendement de la constitution voté le 16 juillet 2019 avec le soutien de l'ensemble des législateurs présents, sans vote contre ni abstention. L'abaissement conduit alors à l'ajout d'environ six millions d'électeurs sur les listes électorales.